# 楊晶
楊 晶（よう しょう、1953年12月 - ）は中華人民共和国の政治家。元中国共産党中央書記処書記兼国務委員兼国務院秘書長。モンゴル族。2002年より党中央候補委員、2007年より党中央委員、2018年に規律違反により委員解職。

## 経歴
- 1976年8月 - 中国共産党入党[1]
- 1982年6月 - 内モンゴル大学中国語学科卒業
- 1993年 - 中国共産主義青年団内蒙古自治区委書記
- 1996年 - 内蒙古自治区哲里木盟委書記
- 1998年 - 内蒙古自治区党委常務委員、呼和浩特市委書記、市人大常務委員会主任
- 2003年 - 内蒙古自治区党委副書記、内蒙古自治区政府主席
- 2008年 - 中国共産党統一戦線工作部副部長、中華人民共和国国家民族事務委員会主任（大臣）
- 2012年11月 - 中央書記処書記に選出
- 2013年3月 - 国務委員及び国務院秘書長に選出
- 2018年2月 - 規律違反のため、国務委員及び国務院秘書長を解職。[2]